# دير لافرا الكبير
دير لافرا الكبير هو أكبر وأقدم دير في جبل آثوس في اليونان يسكن فيه 317 راهب في 1990
بناة القسيس اثاناسيوس التريبيزوندي بتمويل الإمبراطور نيكيفوروس الثاني الذي اراد التخلي عن العرش إلى الحياة الرهبانية.

## معرض صور

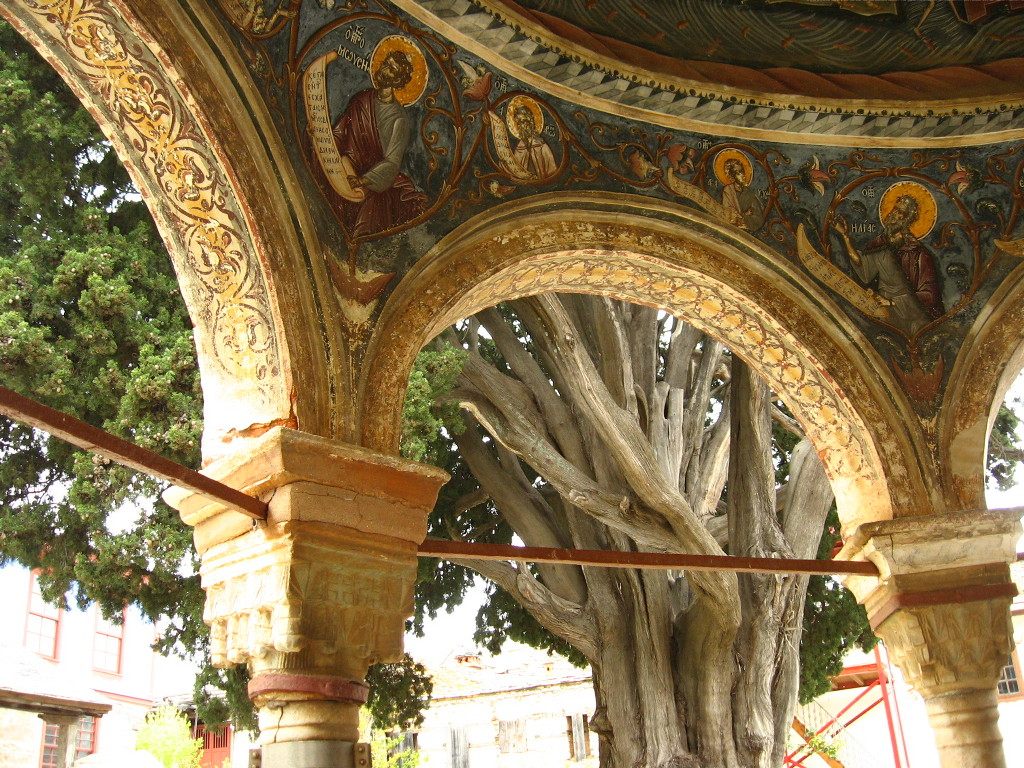
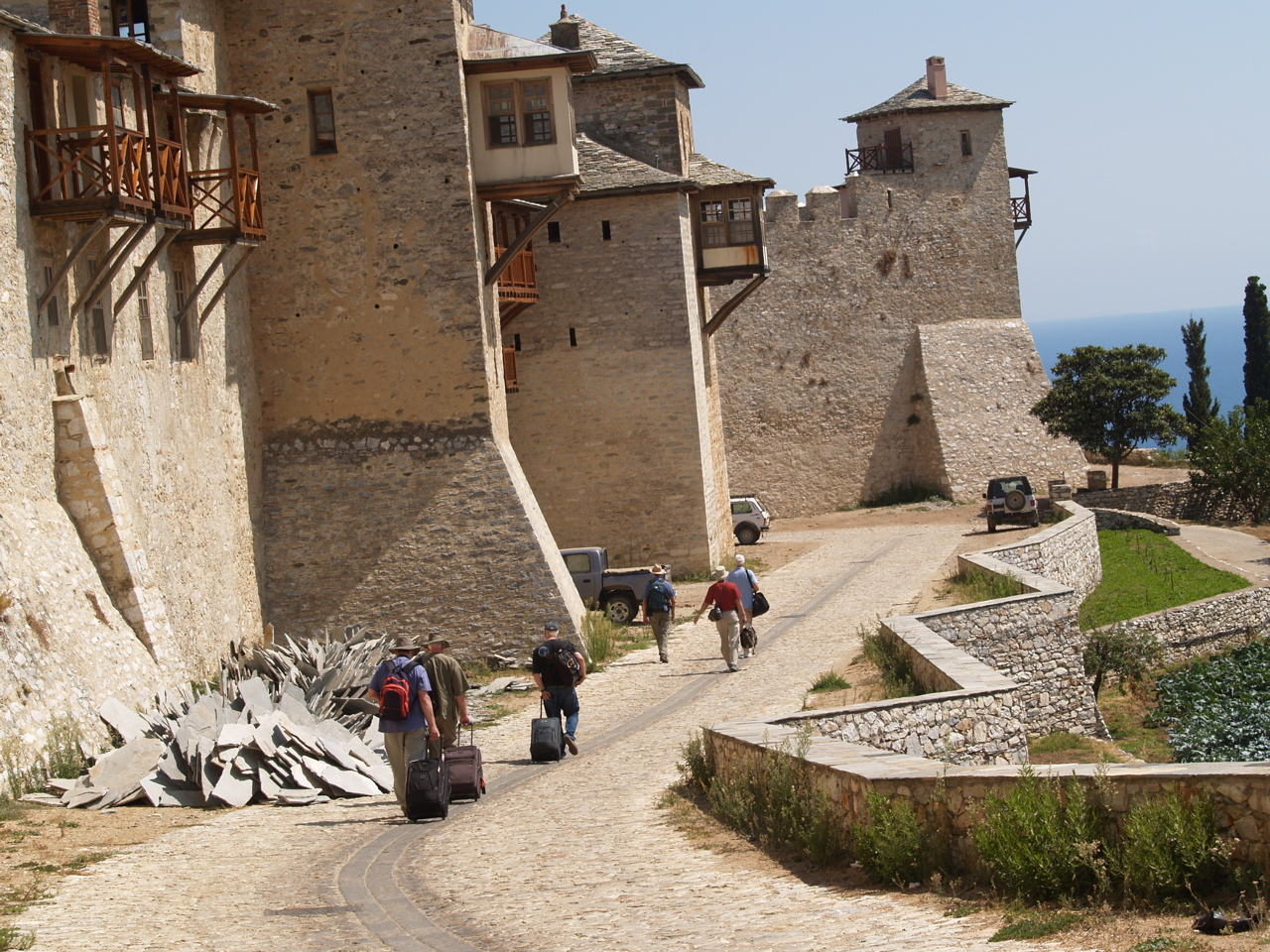
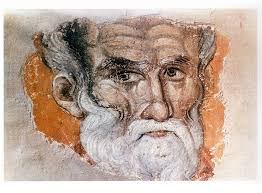
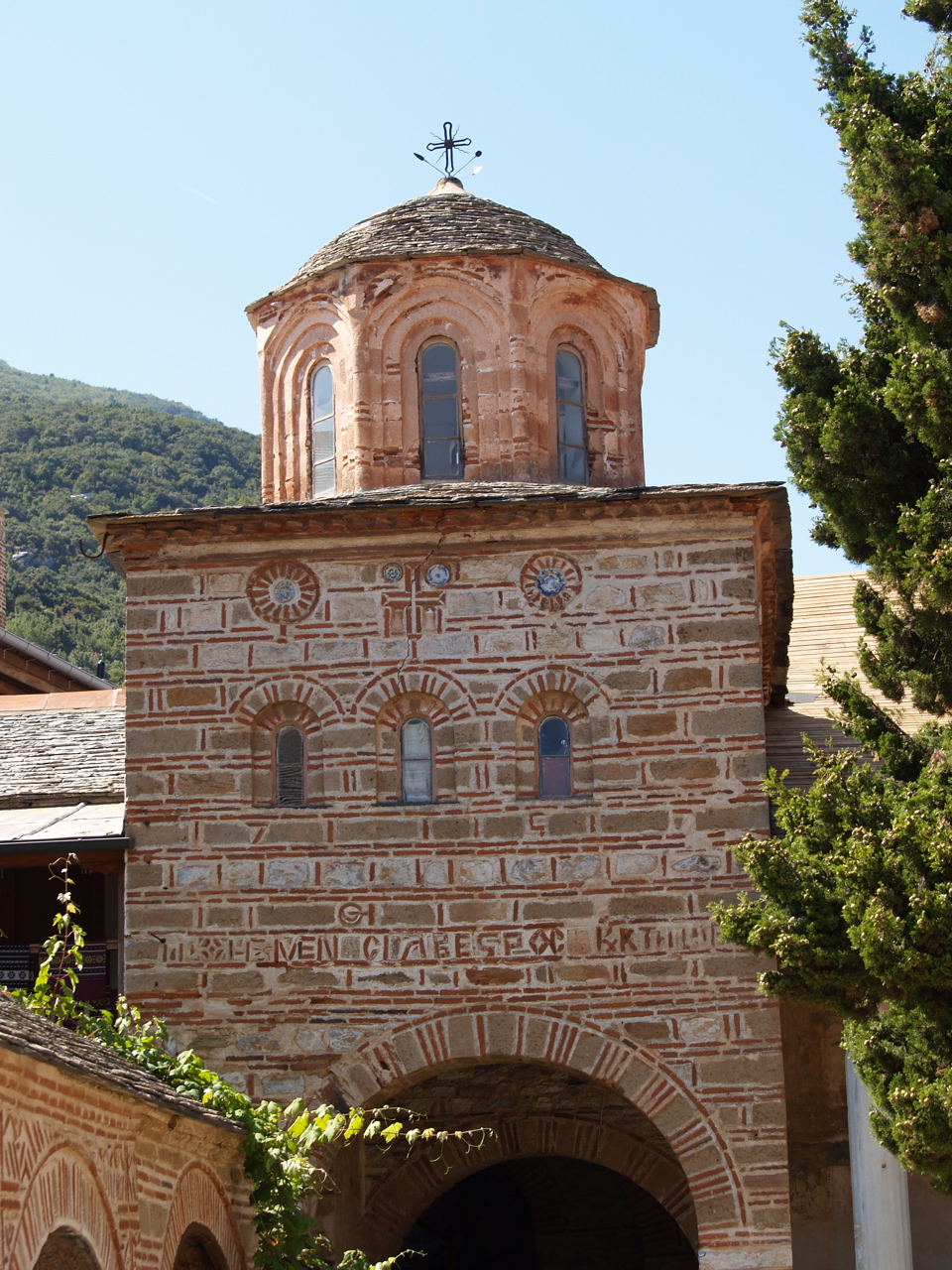
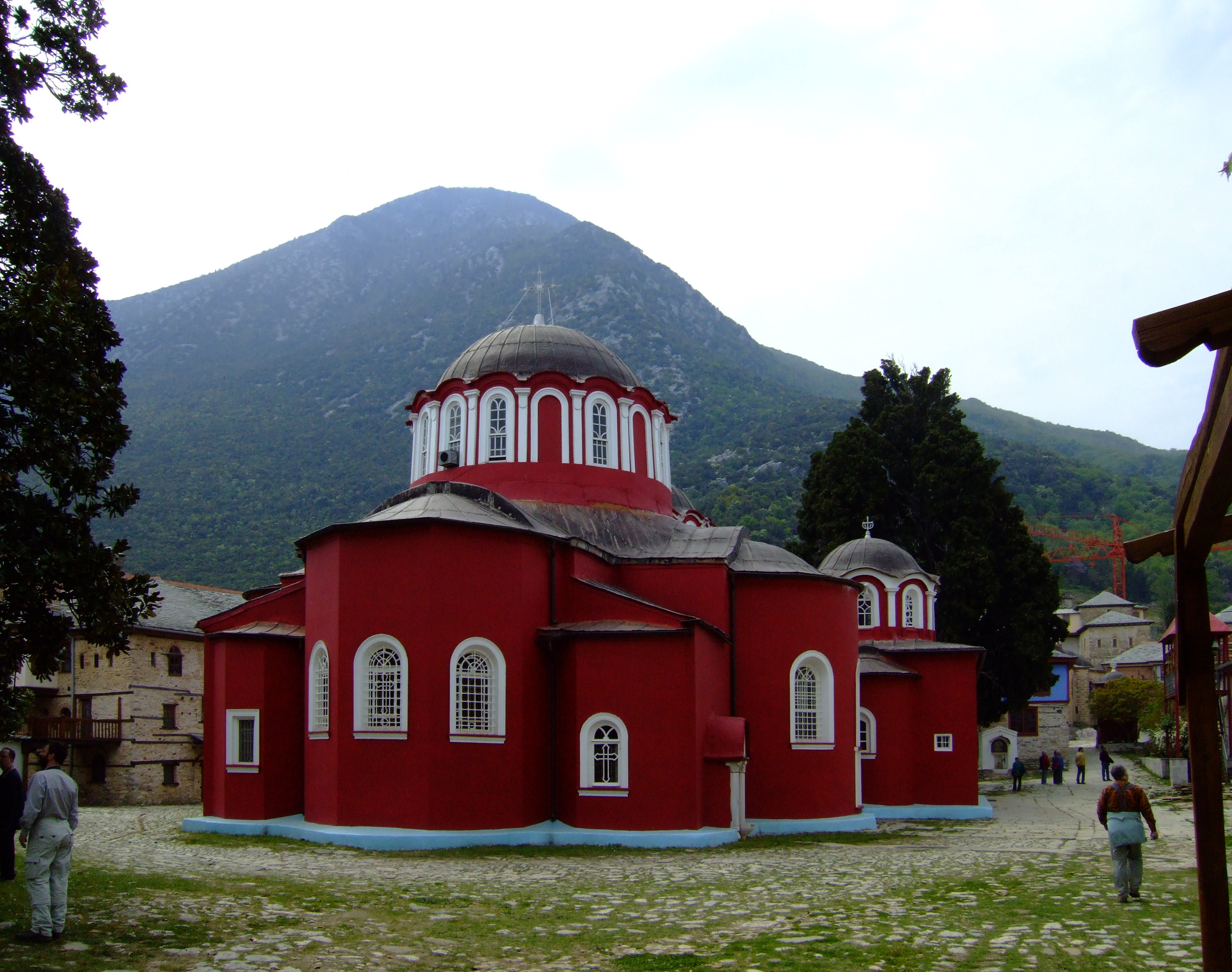